# Cho I-hsuan
Cho I-hsuan (卓宜萱S; Taiwan, 21 febbraio 2000) è una tennista taiwanese.

## Carriera
Cho I-hsuan ha vinto 20 titoli in doppio nel circuito ITF in carriera. Il 23 ottobre 2023 ha raggiunto il best ranking in singolare raggiungendo la 573ª posizione mondiale, mentre il 21 luglio 2025 ha raggiunto la 121ª posizione in doppio.
Ha una sorella minore, Cho Yi-tsen, anche lei tennista professionista.
Ha fatto il suo debutto nel circuito maggiore al Taiwan Open 2016, grazie ad una wildcard per le qualificazioni, dove è stata sconfitta nel primo turno dalla testa di serie numero 7 Xu Yifan. Riceve un invito anche per il doppio insieme alla connazionale Shi Hsin-yuan, uscendone subito sconfitte da Marina Mel'nikova e Mandy Minella.
Il 19 luglio 2025, Cho I-hsuan ha vinto il primo titolo WTA 125 della carriera all'ATV Bancomat Tennis Open, a Roma, insieme alla sorella Cho Yi-tsen, sconfiggendo in finale la georgiana Ekaterine Gorgodze e la lettone Darja Semeņistaja con il punteggio di 4-6, 6-4, [10-6].

## Circuito WTA 125

### Doppio

#### Vittorie (1)
| N. | Data           | Torneo                        | Superficie  | Compagna    | Avversarie in finale                 | Punteggio        |
| 1. | 19 luglio 2025 | Antico Tiro a Volo Open, Roma | Terra rossa | Cho Yi-tsen | Ekaterine Gorgodze Darja Semeņistaja | 4-6, 6-4, [10-6] |

## Statistiche ITF

### Doppio

#### Vittorie (20)
| Torneo $100.000 (0) |
| Torneo $80.000 (0)  |
| Torneo $75.000 (0)  |
| Torneo $60.000 (2)  |
| Torneo $50.000 (0)  |
| Torneo $40.000 (3)  |
| Torneo $25.000 (1)  |
| Torneo $15.000 (12) |
| Torneo $10.000 (2)  |

| N.  | Data              | Torneo                                                       | Superficie  | Compagna        | Avversaria in finale                   | Punteggio           |
| 1.  | 18 luglio 2015    | Jolie Ville Golf Tournament, Sharm el-Sheikh                 | Cemento     | Ksenija Bekker  | Julia Jones Caroline Rohde-Moe         | 6-3, 3-6, [10-4]    |
| 2.  | 7 ottobre 2016    | Thailand ITF Pro Circuit, Hua Hin                            | Cemento     | Zhang Yukun     | Kamonwan Buayam Lee Pei-chi            | 2-6, 6-3, [10-7]    |
| 3.  | 24 giugno 2017    | Formosa Cup, Taipei                                          | Cemento     | Cho Yi-tsen     | Eudice Chong Katherine Ip              | 6-2, 6-3            |
| 4.  | 9 giugno 2018     | ITF Sangju Women's Circuit, Sangju                           | Cemento (i) | Wang Danni      | Chisa Hosonuma Kanako Morisaki         | 7-5, 6-3            |
| 5.  | 1º settembre 2018 | Asia/Oceania Women's Circuit, Nonthaburi                     | Cemento     | Wang Danni      | Riya Bhatia Lu Jiaxi                   | 6-4, 6-3            |
| 6.  | 18 giugno 2022    | Magic Tours, Monastir                                        | Cemento     | Matilde Mariani | Chloé Cirotte Marie Villet             | 7-5, 6-1            |
| 7.  | 15 ottobre 2022   | Egypt Women's Future, Sharm el-Sheikh                        | Cemento     | Cho Yi-tsen     | Patricija Paukštytė Liisa Varul        | 6-0, 6-0            |
| 8.  | 5 novembre 2022   | Egypt Women's Future, Sharm el-Sheikh                        | Cemento     | Cho Yi-tsen     | Dong Na Mananchaya Sawangkaew          | 6-2, 7-6(4)         |
| 9.  | 26 novembre 2022  | Egypt Women's Future, Sharm el-Sheikh                        | Cemento     | Cho Yi-tsen     | Alëna Falej Aglaja Fedorova            | 6–3, 3–6, [10–5]    |
| 10. | 3 dicembre 2022   | Egypt Women's Future, Sharm el-Sheikh                        | Cemento     | Cho Yi-tsen     | Aglaja Fedorova Elizaveta Masnaia      | w/o                 |
| 11. | 10 dicembre 2022  | Egypt Women's Future, Sharm el-Sheikh                        | Cemento     | Cho Yi-tsen     | Janel Rustemova Arujan Sagandikova     | 6-1, 6-0            |
| 12. | 18 marzo 2023     | Pelti International Tennis Championship, Giacarta            | Cemento     | Cho Yi-tsen     | Eliessa Vanlangendonck Amelia Waligora | 5–7, 6–2, [10–4]    |
| 13. | 14 ottobre 2023   | Shenzhen Guangming Open, Shenzhen                            | Cemento     | Cho Yi-tsen     | Feng Shuo Zheng Wushuang               | 7-5, 6-3            |
| 14. | 2 marzo 2024      | Sanctband World Tennis Tour, Ipoh                            | Cemento     | Cho Yi-tsen     | Guo Meiqi Xiao Zhenghua                | 6-4, 6-2            |
| 15. | 9 marzo 2024      | Kuala Lumpur World Tennis Tour, Kuala Lumpur                 | Cemento     | Cho Yi-tsen     | Lin Fang-an Yuan Chengyiyi             | 6-3, 7-5            |
| 16. | 13 aprile 2024    | Shenzhen Guangming Open, Shenzhen                            | Cemento     | Cho Yi-tsen     | Feng Shuo Wang Jiaqi                   | 6-3, 6-4            |
| 17. | 15 luglio 2024    | Women's Taizhou, Taizhou                                     | Cemento     | Cho Yi-tsen     | Wang Meiling Yao Xinxin                | 2-6, 7-6(5), [10-7] |
| 18. | 29 giugno 2024    | Formosa Cup, Taipei                                          | Cemento     | Cho Yi-tsen     | Hsieh Yu-chieh Lin Fang-an             | 6–2, 1–6, [10–5]    |
| 19. | 7 giugno 2025     | Internazionali Femminili di Tennis Città di Caserta, Caserta | Terra rossa | Cho Yi-tsen     | Ariana Geerlings Wakana Sonobe         | 6-3, 7-6(5)         |
| 20. | 21 giugno 2025    | Internationaux de Tennis de Blois, Blois                     | Terra rossa | Cho Yi-tsen     | Ángela Fita Boluda Laura Pigossi       | 7-5, 4-6, [10-5]    |

#### Sconfitte (18)
| Torneo $100.000 (0) |
| Torneo $80.000 (0)  |
| Torneo $75.000 (0)  |
| Torneo $60.000 (3)  |
| Torneo $50.000 (0)  |
| Torneo $40.000 (4)  |
| Torneo $25.000 (4)  |
| Torneo $15.000 (6)  |
| Torneo $10.000 (1)  |

| N.  | Data              | Torneo                                                   | Superficie  | Compagna     | Avversaria in finale                   | Punteggio            |
| 1.  | 25 giugno 2016    | Santaizi Cup, Kaohsiung                                  | Cemento     | Lee Hua-chen | Chien Pei-ju Lee Pei-chi               | 5-7, 2-6             |
| 2.  | 8 settembre 2018  | Asia/Oceania Women's Circuit, Nonthaburi                 | Cemento     | Wang Danni   | Nudnida Luangnam Bunyawi Thamchaiwat   | 2-6, 0-6             |
| 3.  | 21 settembre 2018 | ITF Anning Women's Circuit, Anning                       | Terra rossa | Cho Yi-tsen  | Sowjanya Bavisetti Wang Danni          | 6(4)-7, 5-7          |
| 4.  | 28 settembre 2018 | BTHC Womens Open, Braunschweig                           | Terra rossa | Cho Yi-tsen  | Sun Xuliu Zhao Qianqian                | 4–6, 7–6(2), [8–10]  |
| 5.  | 3 agosto 2019     | Formosa Cup, Taipei                                      | Cemento     | Cho Yi-tsen  | Riya Bhatia Ramu Ueda                  | 5-7, 2-6             |
| 6.  | 9 luglio 2023     | Magic Tours, Monastir                                    | Cemento     | Yao Xinxin   | Valentina Ivanov Lisa Mays             | 4–6, 7–6(2), [8–10]  |
| 7.  | 22 ottobre 2022   | Egypt Women's Future, Sharm el-Sheikh                    | Cemento     | Cho Yi-tsen  | Tilwith di Girolami Anastasija Gur'eva | 2-6, 6-4, [7-10]     |
| 8.  | 29 ottobre 2022   | Egypt Women's Future, Sharm el-Sheikh                    | Cemento     | Cho Yi-tsen  | Anastasija Gur'eva Elena Pridankina    | 7-6(3), 1-6, [6-10]  |
| 9.  | 3 giugno 2023     | ITF Changwon International Women's Tour Tennis, Changwon | Cemento     | Cho Yi-tsen  | Guo Hanyu Jiang Xinyu                  | 6(4)-7, 6(1)-7       |
| 10. | 10 giugno 2023    | Daegu International Tour Tennis, Daegu                   | Cemento     | Cho Yi-tsen  | Park So-hyun Cody Wong                 | 6-4, 6(2)-7, [12-14] |
| 11. | 19 agosto 2023    | Zhongchang Open, Nanchang                                | Cemento     | Cho Yi-tsen  | Feng Shuo Zheng Wushuang               | 7-5, 6(8)-7, [4-10]  |
| 12. | 16 settembre 2023 | Guiyang Open, Guiyang                                    | Cemento     | Cho Yi-tsen  | Guo Hanyu Jiang Xinyu                  | 5-7, 4-6             |
| 13. | 27 aprile 2024    | Wuning Open, Contea di Wuning                            | Cemento     | Cho Yi-tsen  | Rutuja Bhosale Paige Hourigan          | 7-5, 6(5)-7, [10-12] |
| 14. | 21 settembre 2024 | Fuzhou Open, Fuzhou                                      | Cemento     | Cho Yi-tsen  | Lee Ya-hsin Lin Fang-an                | 3-6, 4-6             |
| 15. | 30 novembre 2024  | Keio Challenger, Yokohama                                | Cemento     | Cho Yi-tsen  | Momoko Kobori Ayano Shimizu            | 4-6, 6(2)-7          |
| 16. | 4 gennaio 2025    | ITF World Tennis Tour Presented by SAT, Nonthaburi       | Cemento     | Cho Yi-tsen  | Maria Mateas Alana Smith               | 1-6, 3-6             |
| 17. | 8 marzo 2025      | Porto Women's Indoor, Porto                              | Cemento (i) | Cho Yi-tsen  | Francisca Jorge Matilde Jorge          | 6–0, 6(4)-7, [8–10]  |
| 18. | 29 marzo 2025     | BTC Murska Sobota Open, Murska Sobota                    | Cemento (i) | Cho Yi-tsen  | Petra Marčinko Tara Würth              | 3-6, 6-3, [4-10]     |